# (2744) Birgitta
(2744) Birgitta – planetoida z grupy przecinających orbitę Marsa okrążająca Słońce w ciągu 3 lat i 181 dni w średniej odległości 2,3 j.a. Została odkryta 4 września 1975 roku w obserwatorium w Kvistaberg przez Claesa Lagerkvista. Nazwa planetoidy pochodzi od Anny Birgitty Angeliki Lagerkvist, córki odkrywcy. Przed nadaniem nazwy planetoida nosiła oznaczenie tymczasowe (2744) 1975 RB.